# Hurt: The EP
Hurt: The EP — перший мініальбом британської співачки Леони Льюїс. У Великій Британії реліз відбувся 9 грудня 2011 року.

## Список пісень
| #     | Назва        | Автор                          | Тривалість |
| ----- | ------------ | ------------------------------ | ---------- |
| 1.    | «Hurt»       | Трент Резнор                   | 3:40       |
| 2.    | «Iris»       | John Rzeznik                   | 4:25       |
| 3.    | «Colorblind» | Adam Duritz Charlie Gillingham | 3:20       |
| 11:25 |              |                                |            |

| Бонусний трек для США | Бонусний трек для США | Бонусний трек для США                                                     | Бонусний трек для США |
| #                     | Назва                 | Автор                                                                     | Тривалість            |
| --------------------- | --------------------- | ------------------------------------------------------------------------- | --------------------- |
| 4.                    | «Run» (сингл-мікс)    | Gary Lightbody Jonathan Quinn Mark McClelland Nathan Connolly Iain Archer | 4:39                  |
| 16:04                 |                       |                                                                           |                       |

## Чарти
| Чарт (2011)           | Місце |
| --------------------- | ----- |
| Irish Albums Chart    | 15    |
| Scottish Albums Chart | 7     |
| UK Albums Chart       | 7     |

## Історія релізів
| Країна          | Дата          | Формат               | Лейбл       |
| --------------- | ------------- | -------------------- | ----------- |
| Канада          | 9 грудня 2011 | Цифрове завантаження | Sony Music  |
| Ірландія        | 9 грудня 2011 | Цифрове завантаження | Syco Music  |
| Велика Британія | 9 грудня 2011 | Цифрове завантаження | Syco Music  |
| США             | 17 січня 2012 | Цифрове завантаження | RCA Records |